# Allardsoog
Allardsoog (Fries: Allardseach) is een buurtschap gelegen nabij het drie-provinciën-punt van de Nederlandse provincies Friesland, Groningen en Drenthe.
In een tuin van een huis aan de Allardsoogsterweg staat een grenspaal die het exacte punt markeert waar deze drie provincies aan elkaar grenzen. Allardsoog ligt verdeeld over de drie provincies en drie gemeenten en valt qua adressering ook onder drie verschillende plaatsen; Bakkeveen, Een-West en  Zevenhuizen.
Allardsoog is bekend van de eerste Volkshogeschool van Nederland.
Over de heide van Allardsoog loopt een oude middeleeuwse weg. Deze holle weg was vanaf de middeleeuwen een belangrijke route van Friesland naar Groningen/Drenthe. Daarnaast ligt op de heide een aantal grafheuvels uit het neolithicum.
Op de grens van Friesland en Drenthe ligt de Landweer, een laatmiddeleeuws verdedigingswerk. De Landweer was het eerste natuurgebied dat It Fryske Gea in haar bezit kreeg.
In een voormalig schoolgebouw in Allardsoog is een Nivon Natuurvriendenhuis gevestigd.

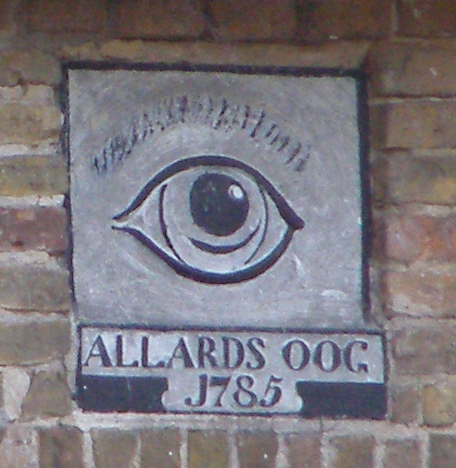
Het oog van Allard
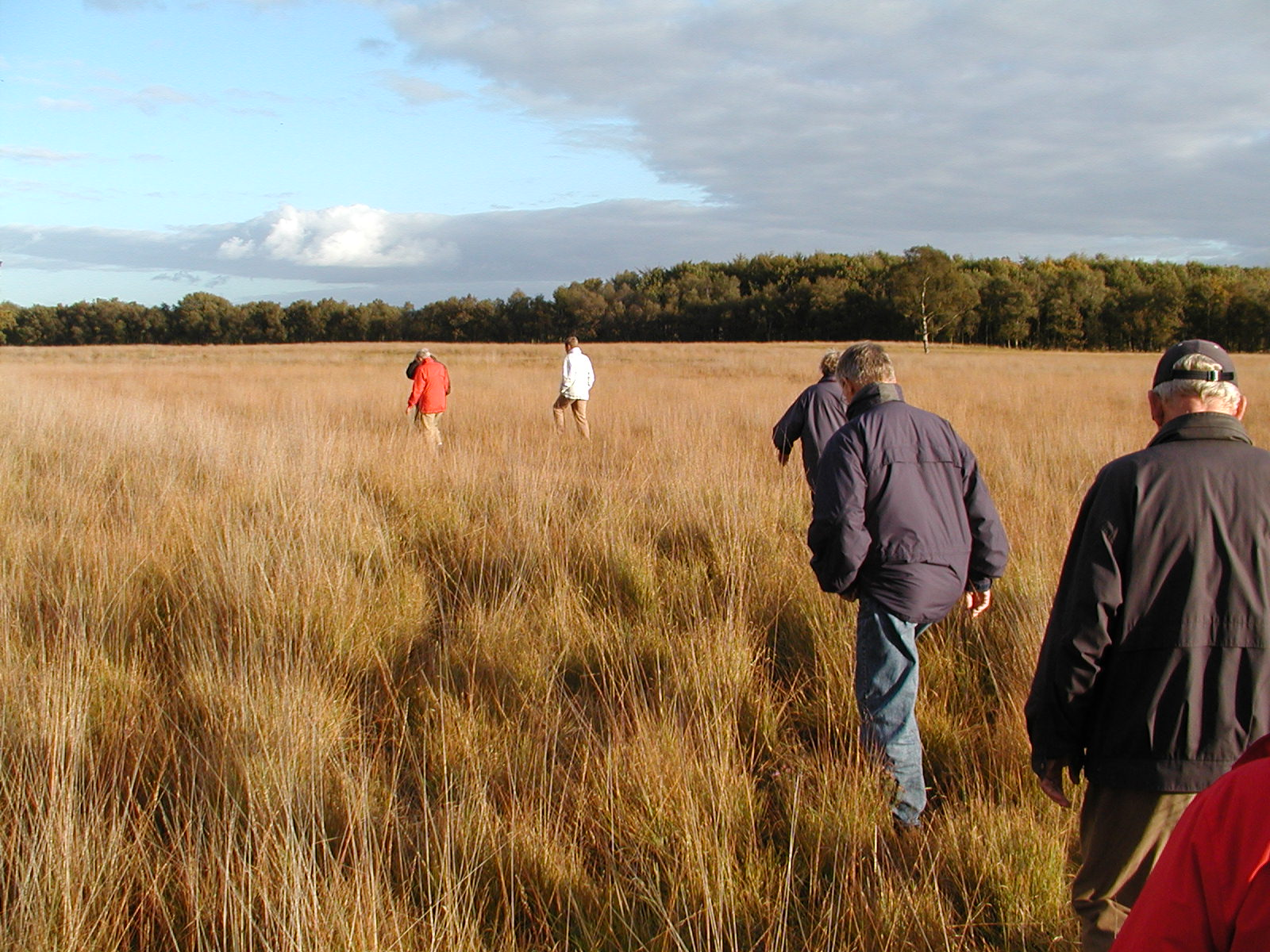
Heide van Allardsoog
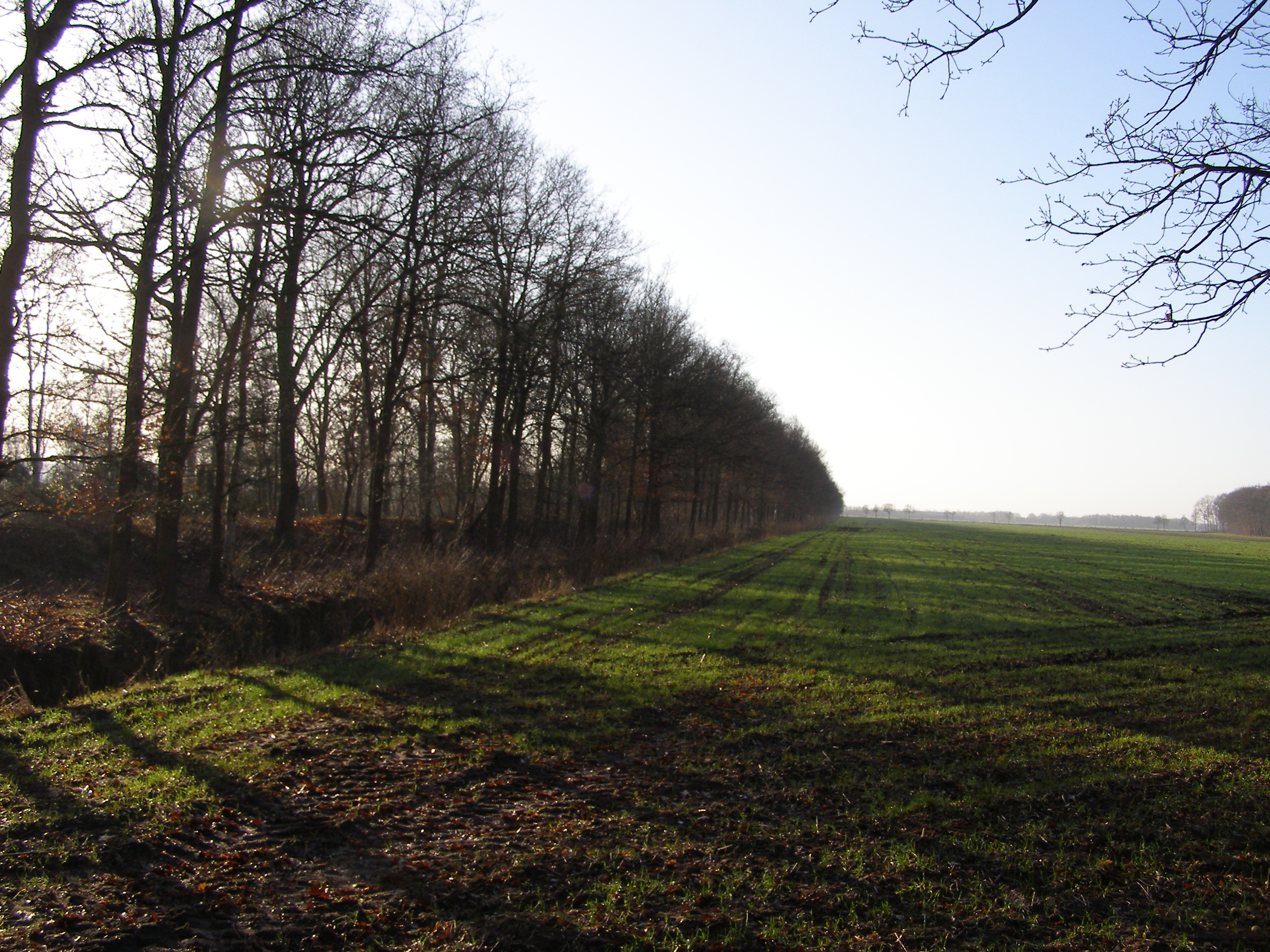
De Landweer bij Allardsoog
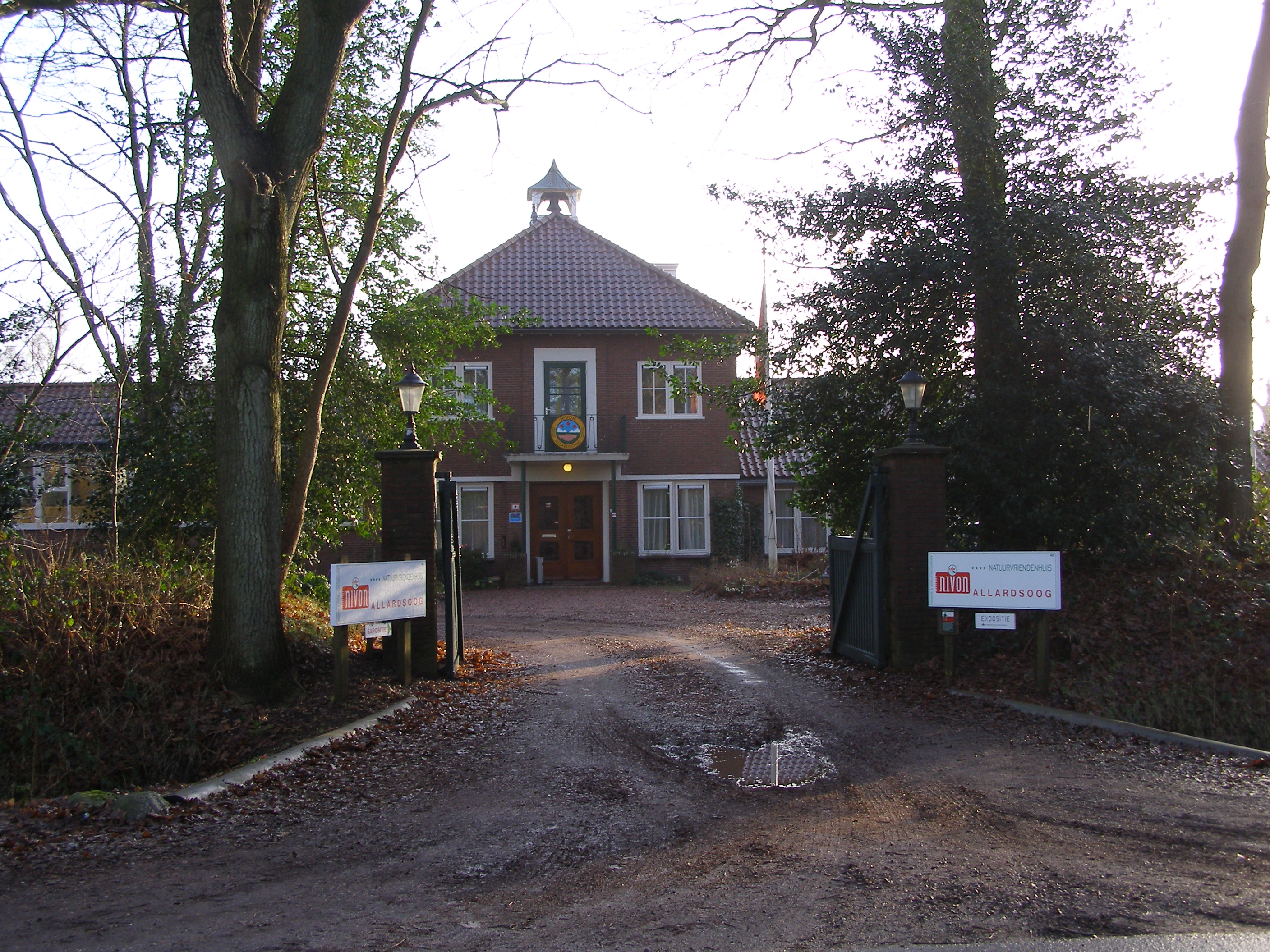
Natuurvriendenhuis Allardsoog
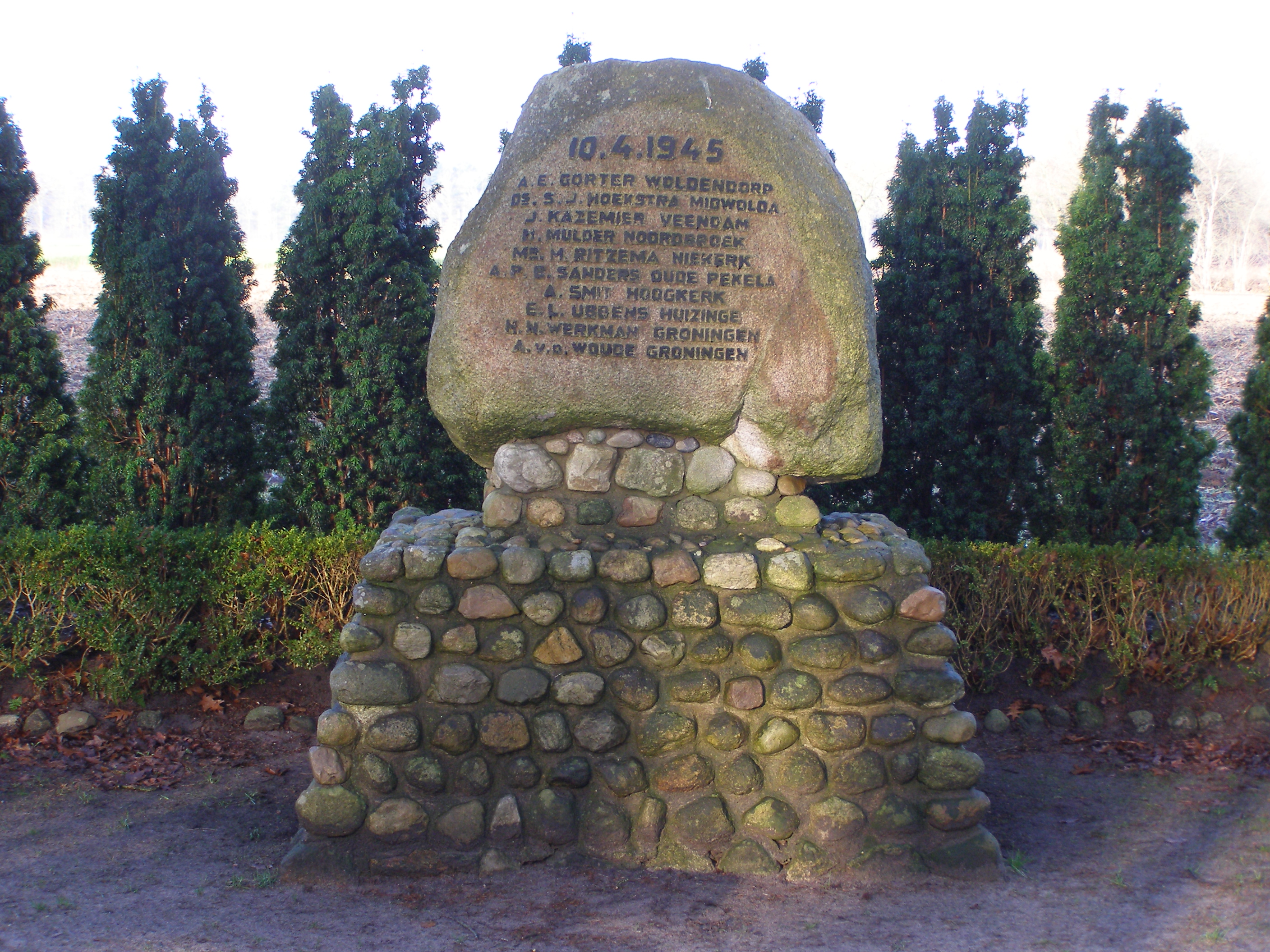
Monument ter nagedachtenis aan o.a. Hendrik Werkman
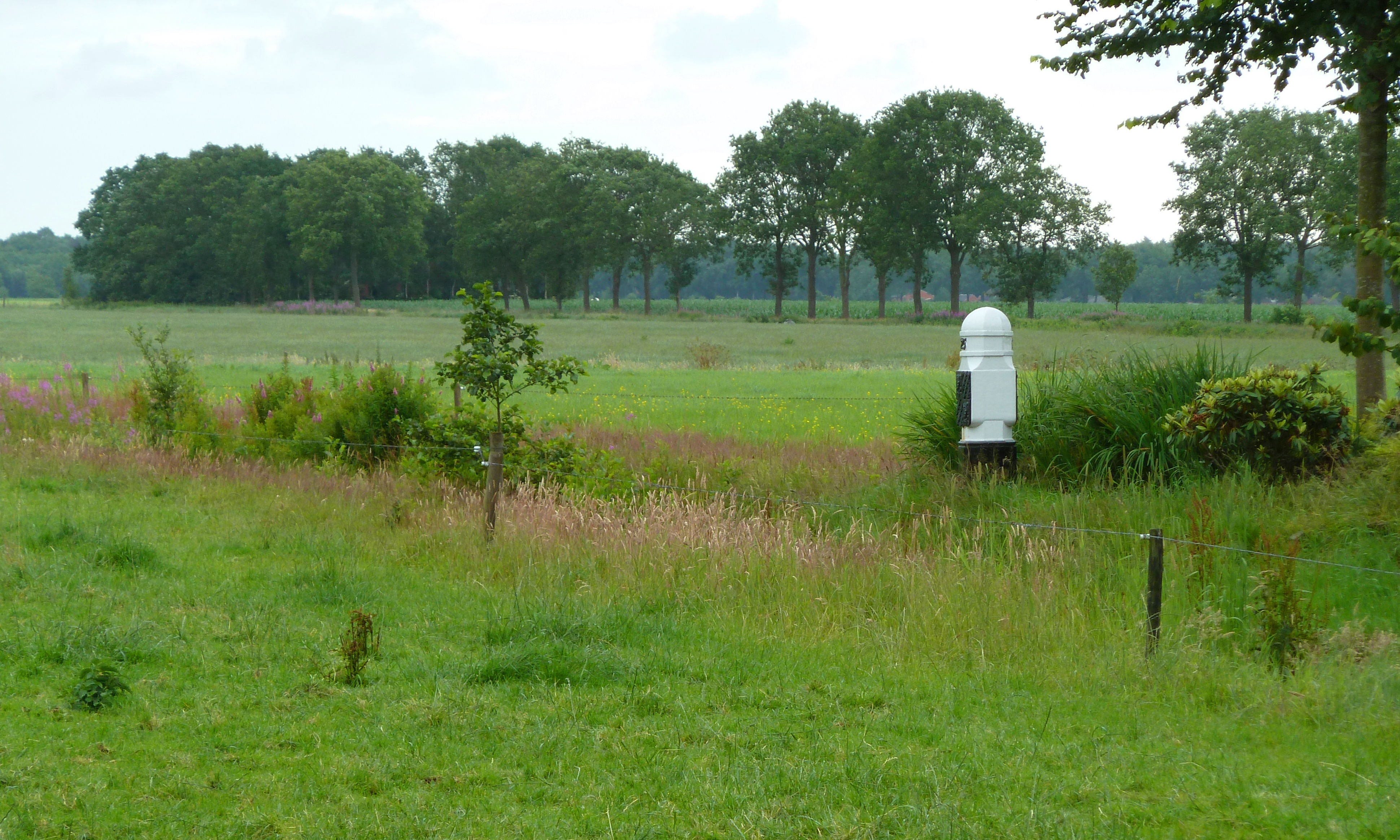
De grenspaal die het drie-provinciën-punt markeert

## Trivia
Anko Postma, oud-wethouder van Opsterland en burgemeester van Tubbergen, geboren en getogen in Allardsoog, studeerde in 1997 af in de geschiedenis aan de Rijksuniversiteit Groningen op een documentaire en een onderzoek over de familie Van der Wielen en de eerste volkshogeschool van Nederland in Allardsoog. Een van de betrokkenen was Jarig van der Wielen, die een straat naar zich vernoemd kreeg.